# Carteriospongia delicata
Carteriospongia delicata är en svampdjursart som beskrevs av Gustavo Pulitzer-Finali 1982. Carteriospongia delicata ingår i släktet Carteriospongia och familjen Thorectidae.
Artens utbredningsområde är havet kring Australien. Inga underarter finns listade i Catalogue of Life.